# Sandy Level
Sandy Level és una concentració de població designada pel cens dels Estats Units a l'estat de Virgínia. Segons el cens del 2000 tenia 689 habitants.

## Demografia
Segons el cens del 2000, Sandy Level tenia 689 habitants, 256 habitatges, i 186 famílies. La densitat de població era de 39,5 habitants per km².
Dels 256 habitatges en un 30,5% hi vivien nens de menys de 18 anys, en un 43% hi vivien parelles casades, en un 24,2% dones solteres, i en un 27% no eren unitats familiars. En el 24,2% dels habitatges hi vivien persones soles el 7,4% de les quals corresponia a persones de 65 anys o més que vivien soles. El nombre mitjà de persones vivint en cada habitatge era de 2,69 i el nombre mitjà de persones que vivien en cada família era de 3,22.
Per edats la població es repartia de la següent manera: un 28% tenia menys de 18 anys, un 8,7% entre 18 i 24, un 27% entre 25 i 44, un 24,4% de 45 a 60 i un 11,9% 65 anys o més.
L'edat mediana era de 34 anys. Per cada 100 dones de 18 o més anys hi havia 83,7 homes.
Entorn del 15,5% de les famílies i el 21,4% de la població estaven per davall del llindar de pobresa.

## Poblacions més properes
El següent diagrama mostra les poblacions més properes.